# Grgur Urlić-Ivanović
Grgur Urlić-Ivanović (Drašnice kraj Makarske, 1842. − Zadar, 1. srpnja 1902.), hrvatski povijesni pisac i pjesnik

## Životopis
Rodio se je u Drašnicama. Pohađao je bogosloviju u Šibeniku i Zadru, a od 1866. bio je učitelj i ravnatelj škola u Kninu, Risnu, Biogradu, Pagu te od 1889. u Oklaju. Od 1860. objavljivao je pjesme, a potom političke članke u Matici dalmatinskoj, Slovincu, Vijencu, Istri i Hrvatskoj vili. Osobito su vrijedni njegovi tekstovi putopisnog, arheološkog i povijesnog karaktera. Posebice je mnogo pisao o povijesti dalmatinskih gradova (Biograd, Knin, Skradin, Nin, Zemunik, Pag, Vrana). Djelo: Zale od Igrane: epičko-pučka pjesma (1871).